# Ампийи-ле-Борд
Ампийи́-ле-Борд (фр. Ampilly-les-Bordes) — коммуна во Франции, находится в регионе Бургундия. Департамент коммуны — Кот-д’Ор. Входит в состав кантона Беньё-ле-Жюиф. Округ коммуны — Монбар.
Код INSEE коммуны — 21011.

## Население
Население коммуны на 2010 год составляло 74 человека.
| 1962 | 1968 | 1975 | 1982 | 1990 | 1999 | 2010 |
| ---- | ---- | ---- | ---- | ---- | ---- | ---- |
| 152  | 126  | 115  | 117  | 100  | 90   | 74   |

## Экономика
В 2010 году среди 48 человек трудоспособного возраста (15—64 лет) 40 были экономически активными 8 — неактивными (показатель активности — 83,3 %, в 1999 году было 66,1 %). Из 40 активных жителей работали 37 человек (23 мужчины и 14 женщин), безработных было 3 (1 мужчина и 2 женщины). Среди 8 неактивных 1 человек был учеником или студентом, 5 — пенсионерами, 2 были неактивными по другим причинам.